# Lítotes
Uma litotes, também chamada litote ou lítotes, é uma figura de linguagem que combina, frequentemente num eufemismo, a ênfase retórica com a ironia, em geral sugerindo uma ideia pela negação do seu contrário. Um exemplo de litotes: dizer "não é dos melhores" por "é ruim"; ou "não ser dos mais bonitos" por "ser feio"). A litotes pode ser tanto depreciativa como laudatória. Dizer que um indivíduo não é dos mais espertos corresponde a dizer que ele é tolo ou ingênuo; dizer que o indivíduo não é nada tolo, corresponde a dizer que ele é esperto ou perspicaz. 